# Pico da Urze (Madalena)
O Pico da Urze é uma elevação portuguesa localizada no concelho da Madalena, ilha do Pico, arquipélago dos Açores.
Este acidente geológico tem o seu ponto mais elevado a 899 metros de altitude acima do nível do mar. Nas proximidades desta formação encontra-se o Cabeço da Fajã, o Cabeço do Coiro e o Cabeço do Moiro.